# Kovarce
Kovarce este o comună slovacă, aflată în districtul Topoľčany din regiunea Nitra. Localitatea se află la altitudinea de 162 m deasupra n.m., se întinde pe o suprafață de 25,04 km2 și în 2017 număra 1.614 locuitori.

## Istoric
Localitatea Kovarce este atestată documentar din 1280.

## Demografie
| An:                | 1994 | 2004   | 2014   | 2024   |
| ------------------ | ---- | ------ | ------ | ------ |
| Număr de persoane: | 1623 | 1577   | 1612   | 1515   |
| Diferență:         |      | −2,83% | +2,21% | −6,01% |

| An:                | 2023 | 2024   |
| ------------------ | ---- | ------ |
| Număr de persoane: | 1527 | 1515   |
| Diferență:         |      | −0,78% |